# Davíð Oddsson
Davíð Oddsson (* 17. ledna 1948, Reykjavík) je islandský politik. V letech 1991–2004 byl premiérem, v letech 2004–2005 ministrem zahraničí. Předtím byl od roku 1982 do roku 1991 starostou Reykjavíku. Od roku 2005 do roku 2009 předsedal radě guvernérů Islandské centrální banky.
V březnu 2009 z pozice předsedy v Centrální bance odešel poté, co jeho odstoupení v reakci na kolaps islandského bankovního systému žádala premiérka Jóhanna Sigurðardóttirová i islandská veřejnost. V září téhož roku se stal členem redakce Morgunblaðiðu, jednoho z největších islandských deníků, což opět vyvolalo celonárodní rozhořčení, následované řadou zrušených předplacených objednávek. Během jednoho roku přišel list o třetinu svých předplatitelů, a za rok 2009 tak skončil ve ztrátě 667 milionů ISK.